# Municipio de Grand Prairie (Dakota del Norte)
El municipio de Grand Prairie (en inglés: Grand Prairie Township) es un municipio ubicado en el condado de Barnes en el estado estadounidense de Dakota del Norte. En el año 2010 tenía una población de 48 habitantes y una densidad poblacional de 0,51 personas por km².

## Geografía
El municipio de Grand Prairie se encuentra ubicado en las coordenadas 47°6′35″N 97°53′48″O / 47.10972, -97.89667. Según la Oficina del Censo de los Estados Unidos, el municipio tiene una superficie total de 93.74 km², de la cual 93,74 km² corresponden a tierra firme y (0 %) 0 km² es agua.

## Demografía
Según el censo de 2010, había 48 personas residiendo en el municipio de Grand Prairie. La densidad de población era de 0,51 hab./km². De los 48 habitantes, el municipio de Grand Prairie estaba compuesto por el 100 % blancos. Del total de la población el 0 % eran hispanos o latinos de cualquier raza.